# أولاد عياد (إقليم الفقيه بن صالح)
أولاد عياد هي مدينة مغربية وسط شمال البلاد. تقع أولاد عياد بإقليم الفقيه بن صالح وتضم 21.466 نسمة (إحصاء رسمي 2004).
الموقع:
تقع أولادعياد على الأحداثيات: 32° 12' 0«شمالا و 6° 48' 0» غربا. وعلى الطريق الرئيسي رقم 8 الذي يربط مدينة بني ملال بمدينة مراكش.ويعتبر معمل السكر لتادلة معلمة للمدينة بحكم وجوده بمحاذاة الطريق يسهل على الزائر التعرف على المدينة.
المعطيات المناخية:
تنتمي مدينة أولادعياد (خميس أولادعياد) إلى المناخ المتوسطي القاري شبه الجاف، الذي يتميز بشتاء بارد ورطب، وصيف حار وجاف حيث يبلغ متوسط حرارته العليا29.71 درجة ومتوسط الحرارة الدنيا 13.05 درجة بينما يبلغ متوسط ما يهطل من أمطار 438.42 ملمتر في السنة. لكن هذه التساقطات غير منتظمة على طول السنة، أما الرياح السائدة فهي رياح الشرقي الخاصة بفصل الصيف والتي تهب من الجنوب مخلفة موجة من الحر الشديد.